# Sidi Boumedienne
Sidi Boumedienne è un comune dell'Algeria, situato nella provincia di ʿAyn Temūshent.